# Исмаилов, Серик Базарбекович
Серик Базарбекович Исмаилов (род. 7 апреля 1966, с. Байкадам, Таласский район, Джамбульская область, КазССР) — казахстанский кадровый военный, генерал-майор, командующий войсками противовоздушной обороны Сил воздушной обороны Вооруженных Сил Республики Казахстан (2016-2019).

## Биография
Родился 7 апреля 1966 года в селе Байкадам, Таласского района Джамбульской области.
В 1987 году окончил Красноярское высшее командное училище радиоэлектроники ПВО.
По окончании училища проходил службу на различных должностях — от инженера подразделения до командного состава тактического звена.
В 1997 году окончил Военную академию им. Г. К. Жукова.
По окончании Военной академии им. Г. К. Жукова проходил службу на должностях — от начальника оперативного отделения штаба бригады до командира бригады, затем начальника радиотехнических войск Главного управления Войск противовоздушной обороны.
В 2010 году окончил Военную академию Генерального штаба Вооруженных Сил Республики Беларусь.
В 2010 году был назначен на должность начальника штаба — первого заместителя командующего войсками ПВО.
23 декабря 2016 года назначен на должность командующего войсками противовоздушной обороны Сил воздушной обороны ВС РК.
Указом Президента Республики Казахстан от 6 мая 2017 года за № 472 присвоено воинское звание генерал-майора.
В феврале 2019 года был приговорён к четырём годам заключения за попытку хищения бюджетных денег, выделенных на выплату премиальных личному составу.
4 мая 2019 года Распоряжением Главы государства освобожден от должности командующего войсками противовоздушной обороны Сил воздушной обороны Вооруженных Сил Республики Казахстан.

## Награды
- Орден «Айбын» 2 степени
- Медаль «Жаунгерлік ерлігі үшін»